# Eleccions generals malàisies de 2008
El 8 de març de 2008 es van celebrar eleccions generals a Malàisia. Es va votar en les 222 circumscripcions electorals de Malàisia, cadascuna de les quals va elegir a un diputat per al Dewan Rakyat, la cambra dominant del Parlament. Aquest mateix dia també es van celebrar eleccions estatals en 505 circumscripcions de 12 dels 13 estats (excepte Sarawak).
Com en totes les eleccions generals anteriors a la independència, el Barisan Nasional (BN) va guanyar les eleccions legislatives, però també va obtenir els pitjors resultats de la història de la coalició fins a les eleccions de deu anys després. Els partits de l'oposició van aconseguir 82 escons en el Dewan Rakyat de 222 escons i el 47,79% dels vots, mentre que el BN només va aconseguir els 140 escons restants i el 51,39% dels vots.
Era la primera vegada des de les eleccions de 1969 que la coalició no assolia la majoria de dos terços al Parlament malai, necessària per a aprovar esmenes a la Constitució. A més, cinc de les dotze legislatures estatals en disputa van ser guanyades per l'oposició, enfront de només una en les últimes eleccions, però Perak va tornar a les mans del BN després d'onze mesos de govern de la coalició Pakatan Rakyat. Això va marcar el final del mandat d'Abdullah Ahmad Badawi com a primer ministre abans del seu relleu per Najib Razak diversos mesos després.